# Kupa na Bălgarija 2004-2005
La Coppa di Bulgaria 2004-2005 è stata la 23ª edizione di questo trofeo, e la 65ª in generale di una coppa nazionale bulgara di calcio, iniziata il 6 ottobre 2004 e terminata il 25 maggio 2005.  Il Levski Sofia ha vinto il trofeo per la ventiquattresima volta.

## Primo turno
A questo turno partecipano 13 squadre della terza divisione, 3 della quarta e le 16 squadre della Seconda Lega.
| Squadra 1              | Risultato       | Squadra 2                  |
| ---------------------- | --------------- | -------------------------- |
| 6 ottobre 2004         |                 |                            |
| Sliven                 | 1 – 2           | Šumen                      |
| Aksakovo               | 0 – 5           | Pirin Blagoevgrad          |
| Botev Plovdiv          | 2 – 0           | Vihren Sandanski           |
| Orlovets Pobeda        | 0 – 3           | Slivnishki Geroy Slivnitsa |
| Sokol Trastenik        | 4 – 7           | Akademic Svištov           |
| Spartak Plovdiv        | 2 – 1           | Pirin Goce Delčev          |
| Etăr 1924              | 2 – 0           | Dorostol Silistra          |
| Botev Letnitsa         | 0 – 6           | Spartak Pleven             |
| Ludogorec              | 0 – 3           | Rilski Sportist            |
| Hebăr Pazardžik        | 2 – 1           | FK Černomorec Burgas       |
| Haskovo                | 2 – 0           | Lokomotiv GO               |
| Minjor Pernik          | 3 - 1           | Pomorie                    |
| Dunav Ruse             | 0 – 1           | Conegliano German          |
| Minyor Draganitsa      | 1 – 6           | Minjor Bobov dol           |
| Lokomotiv Stara Zagora | 3 – 2           | Dobrudža                   |
| Jantra Gabrovo         | 3 – 3 (4-5 dtr) | Svetkavica                 |

## Sedicesimi di finale
A questo turno partecipano i 16 vincitori del turno precedente e le 16 squadre della Prima Lega.
| Squadra 1                  | Risultato   | Squadra 2         |
| -------------------------- | ----------- | ----------------- |
| 26 ottobre 2004            |             |                   |
| Černo More Varna           | 3 – 4 (dts) | Lokomotiv Sofia   |
| 27 ottobre 2004            |             |                   |
| Belasica Petrič            | 1 – 0       | Rodopa Smoljan    |
| Šumen                      | 0 – 3       | CSKA Sofia        |
| Etăr 1924                  | 1 – 0       | Slavia Sofia      |
| Botev Plovdiv              | 5 – 0       | Akademic Svištov  |
| Pirin Blagoevgrad          | 1 – 2       | Lokomotiv Plovdiv |
| Nesebăr                    | 0 – 5       | Levski Sofia      |
| Hebăr Pazardžik            | 2 – 0       | Spartak Pleven    |
| Lokomotiv Stara Zagora     | 1 – 5       | Svetkavica        |
| Marek Dupnica              | 2 – 0       | Beroe             |
| Conegliano German          | 0 – 2       | Rilski Sportist   |
| Minjor Bobov dol           | 1 – 0       | Spartak Varna     |
| Slivnishki Geroy Slivnitsa | 0 – 1       | Nafteks Burgas    |
| Haskovo                    | 0 – 1       | Liteks Loveč      |
| Spartak Plovdiv            | 1 – 0       | Minjor Pernik     |
| Pirin Blagoevgrad          | 2 – 1       | Vidima-Rakovski   |

## Ottavi di finale
| Squadra 1         | Risultato   | Squadra 2       |
| ----------------- | ----------- | --------------- |
| 9 novembre 2004   |             |                 |
| Lokomotiv Plovdiv | 2 – 0       | Lokomotiv Sofia |
| 10 novembre 2004  |             |                 |
| Hebăr Pazardžik   | 1 – 0       | Svetkavica      |
| Etăr 1924         | 0 – 3       | Levski Sofia    |
| Minjor Bobov dol  | 0 – 1       | Marek Dupnica   |
| Rilski Sportist   | 2 – 3 (dts) | CSKA Sofia      |
| Spartak Plovdiv   | 0 – 1       | Botev Plovdiv   |
| Nafteks Burgas    | 2 – 0       | Liteks Loveč    |
| Pirin Blagoevgrad | 3 – 0       | Belasica Petrič |

## Quarti di finale
| Squadra 1         | Risultato       | Squadra 2         |
| ----------------- | --------------- | ----------------- |
| 12 aprile 2006    |                 |                   |
| Botev Plovdiv     | 1 – 2 (dts)     | Lokomotiv Plovdiv |
| Hebăr Pazardžik   | 0 – 1           | CSKA Sofia        |
| Levski Sofia      | 3 – 0           | Nafteks Burgas    |
| Pirin Blagoevgrad | 0 – 0 (4-2 dtr) | Marek Dupnica     |

## Semifinali
| Squadra 1                    | Totale | Squadra 2    | Andata | Ritorno |
| ---------------------------- | ------ | ------------ | ------ | ------- |
| 13 aprile 2005/3 maggio 2005 |        |              |        |         |
| Pirin Blagoevgrad            | 3 - 5  | CSKA Sofia   | 0 - 2  | 3 - 3   |
| 13 aprile 2005/4 maggio 2005 |        |              |        |         |
| Lokomotiv Plovdiv            | 1 - 4  | Levski Sofia | 0 - 2  | 1 - 2   |

## Finale
| Arbitro: | Anton Genov |

|                               |           |                  |
| Borimirov 52’ Domovčijski 76’ | Marcatori | 82’ (rig.) Janev |